# Episodi di Due fantagenitori (terza stagione)
La terza stagione di Due fantagenitori è composta da 19 episodi andati in onda per la prima volta dall'8 novembre 2002 al 21 novembre 2003 negli USA.
In Italia è stata trasmessa dal 2004 su Fox Kids, all'interno di Jetix.
| nº | Titolo originale                              | Titolo italiano                          | Prima TV USA      | Prima TV Italia |
| -- | --------------------------------------------- | ---------------------------------------- | ----------------- | --------------- |
| 1  | Ruled Out                                     | Fuori dalle regole                       | 8 novembre 2002   |                 |
| 1  | That's Life!                                  | Così è la vita                           | 8 novembre 2002   |                 |
| 2  | Shiny Teeth                                   | Denti splendenti                         | 30 novembre 2002  |                 |
| 2  | Odd, Odd West                                 | C'era una volta a Dimmesdale             | 30 novembre 2002  |                 |
| 3  | MicroPhony                                    | DJ doppia T                              | 10 gennaio 2003   |                 |
| 3  | So Totally Spaced Out                         | Sperduto nello spazio                    | 10 gennaio 2003   |                 |
| 4  | Love Struck!                                  | Emergenza d'amore                        | 14 febbraio 2003  |                 |
| 5  | Cosmo Con                                     | Il congresso dei fantagenitori           | 10 gennaio 2003   |                 |
| 5  | Wanda's Day Off!                              | Una giornata di relax per Wanda          | 10 gennaio 2003   |                 |
| 6  | Odd Jobs                                      | Il lavoro più fico                       | 27 gennaio 2003   |                 |
| 6  | Movie Magic                                   | Ciak, si gira                            | 27 gennaio 2003   |                 |
| 7  | Abra-Catastrophe!                             | Abra catastrofe!                         | 12 luglio 2003    |                 |
| 8  | Abra-Catastrophe!                             | Abra catastrofe!                         | 12 luglio 2003    |                 |
| 9  | Abra-Catastrophe!                             | Abra catastrofe!                         | 12 luglio 2003    |                 |
| 10 | Sleepover and Over                            | Il party notturno                        | 17 maggio 2003    |                 |
| 10 | Mother Nature                                 | Madre natura                             | 17 maggio 2003    |                 |
| 11 | The Crimson Chin Meets Mighty Mom & Dyno Dad! | Crimson Mentone incontra i supergenitori | 9 maggio 2003     |                 |
| 11 | Engine Blocked                                | Motore in panne                          | 9 maggio 2003     |                 |
| 12 | Most Wanted Wish                              | Il desiderio più desiderato              | 2 maggio 2003     |                 |
| 12 | This is Your Wish                             | Questo è il tuo desiderio                | 2 maggio 2003     |                 |
| 13 | Beddy Bye                                     | Ciao ciao letto                          | 23 maggio 2003    |                 |
| 13 | The Grass is Greener                          | L'erba del vicino è sempre più verde     | 23 maggio 2003    |                 |
| 14 | The Secret Origin of Denzel Crocker!          | L'origine segreta di Denzel Crocker      | 27 giugno 2003    |                 |
| 15 | Kung Timmy                                    | Timmy e il kung fu                       | 11 novembre 2003  |                 |
| 15 | Which Witch Is Which?                         | Caccia alle streghe                      | 11 novembre 2003  |                 |
| 16 | Pipe Down!                                    | Il silenzio è d'oro                      | 26 settembre 2003 |                 |
| 16 | The Big Scoop!                                | Il grande scoop                          | 26 settembre 2003 |                 |
| 17 | Crime Wave                                    | Fumetti, che passione!                   | 10 ottobre 2003   |                 |
| 17 | Odd Ball                                      | Gioco di squadra                         | 10 ottobre 2003   |                 |
| 18 | Where's Wanda?                                | Chi ha rapito Wanda?                     | 18 ottobre 2003   |                 |
| 18 | Imaginary Gary                                | L'amico immaginario                      | 18 ottobre 2003   |                 |
| 19 | Chip Off the Old Chip                         | Voglio la tua voce                       | 21 novembre 2003  |                 |
| 19 | Snow Bound                                    | Weekend sulla neve                       | 21 novembre 2003  |                 |

## Fuori dalle regole
Siccome i genitori di Timmy si preoccupano per ogni cosa, quest'ultimo desidera che a loro non importi più niente. Gli svantaggi sono che i suoi genitori non tagliano più l'erba in giardino, non curano più l'igiene (tutti i denti di suo padre cadono) e non pagano più la bolletta della luce. A peggiorare le cose, il desiderio ha effetto anche su Cosmo e Wanda.

## Così è la vita
Timmy, per aiutare i suoi genitori a vincere una gara, desidera che tutto ciò che è presente nel giardino prenda vita. In questo modo, però, torna in vita anche Eddie, il vecchio criceto di Timmy. Il bambino pensava che il roditore fosse scappato, ma in realtà morì quando i signori Turner si dimenticarono di prendersi cura di lui mentre il loro figlio era al campo estivo. Eddie, su tutte le furie, ha inizialmente intenzione di uccidere Timmy e i suoi genitori, ma successivamente diventa buono e si riappacifica con il protagonista. Alla fine dell'episodio si vedono gli altri animali morti di Timmy.

## Denti splendenti
Dr. Bender ruba furtivamente i denti di Chip Skylark mentre dorme. Timmy è così costretto a contattare la Fatina dei Denti per cercare aiuto nel ritrovamento dei denti.

## C'era una volta a Dimmesdale
Timmy e i suoi amici visitano una città Far West chiamata "Dimmsdale Flats", città preferita del padre del protagonista da quando era piccolo. Una volta arrivati, però, scoprono che Dimmsdale Flats sta per essere rasa al suolo per costruire un centro commerciale. Timmy così va indietro nel tempo per ottenere l'atto di proprietà della città.

## DJ doppia T
In estate, Vicky usa la radio per promuovere il suo servizio come baby sitter, costringendo i bambini a lavorare. Timmy combatte la ragazza come "DJ doppia T", facendo tornare i genitori con i figli. Vicky scopre chi è in realtà DJ doppia T, venendo però arrestata per aver detto "babbeo" alla radio. Così i ragazzi, insieme con i loro genitori, trascorrono una bella vacanza senza Vicky.

## Sperduto nello spazio
Il pianeta Yugopotamia è stato invaso da una razza aliena, costituita da coniglietti sdolcinati e belli, nota come i Coccolacchiotti, che terrorizza gli Yugopotamiani, i quali hanno paura di ciò che è bello e dolce. Mark Chang chiede perciò aiuto a Timmy, che va su Yugopotamia a combattere la minaccia insieme a Cosmo e Wanda.

## Emergenza d'amore
Dopo essere stato respinto da Trixie a San Valentino ed essere stato preso in giro da tutte le ragazze di Dimmsdale, Timmy desidera che maschi e femmine stiano separati; così Dimmsdale (e tutto il mondo) si divide in Hersdale e Himsdale grazie a un lunghissimo muro. Ma l'amore non si sta diffondendo e quindi Cupido sta per morire. Le cose vanno ancora peggio quando tutte le persone sentono un vuoto dentro di loro. Timmy distrugge il muro e i generi vengono a contatto con l'altro, ma, invece di innamorarsi l'uno dell'altro come previsto, vanno in guerra uno contro l'altro. Così, vedendo ciò che sta succedendo sulla Terra e scoprendo chi è il responsabile, Cupido chiama Timmy per farlo combattere in nome dell'amore. Quest'ultimo fa innamorare qualcuno sulla Terra, così Cupido si riprende e va ad aiutarlo facendo innamorare altre persone, oltre che Cosmo e Wanda che annullano il desiderio.

## Il congresso dei fantagenitori
Cosmo ha la possibilità di decidere il luogo di svolgimento del congresso dei fantagenitori, e sceglie il bagno di casa Turner. Crocker, nel frattempo, fa visita in casa Turner per congratularsi della A che ha preso Timmy, ma in realtà vuole scoprire i suoi padrini e rivelarli al mondo.

## Una giornata di relax per Wanda
Wanda prende un giorno di riposo in un posto chiamato "beautyfarm magiche sorgenti", mentre Timmy e Cosmo le promettono di trascorrere una giornata senza l'utilizzo della magia. Sfortunatamente un desiderio per una ricerca scolastica rovina tutto.

## Il lavoro più fico
Cosmo e Wanda creano un sito web magico che permette al papà di Timmy di trovare un lavoro più decente che distribuire matite. Il signor Turner, però, si rende conto ben presto che non ha bisogno di cambiare lavoro per essere amato dal figlio.

## Ciak, si gira
Timmy tenta di creare il film perfetto per vincere il premio Dimmy e impressionare Trixie. Alla fine, il protagonista riesce a vincere, ma la ragazza non rimane impressionata.

## Abra catastrofe!

Cosmo e Wanda sono stati assegnati a Bippy

Per non aver rivelato l'esistenza dei fantagenitori per un anno, Timmy viene premiato con molti regali magici, fra cui una tortina magica che, sebbene abbia un sapore sgradevole, permette a chiunque la mangi di esprimere un desiderio senza vincoli. Timmy porta la tortina a scuola, dove però la perde. Mentre la cerca, Crocker la sta per raggiungere; il bambino scatena quindi una battaglia di dolcetti dove la scimmia di A.J., Bippy, dà un morso alla tortina magica e desidera che la Terra si trasformi in una giungla in cui la "razza dominante" siano le scimmie. Le fate vengono assegnate alle scimmie, e Cosmo e Wanda diventano i fantagenitori di Bippy. Dopo che Timmy viene catturato da un accalappia-umani (una scimmia che cattura gli umani), Bippy desidera che il mondo torni normale. La tortina però viene afferrata da Crocker, che cattura Wanda intrappolandola nel suo scettro e desidera che il mondo sia governato da lui e che tutti diventino i suoi schiavi. Timmy, utilizzando i regali magici rimasti, sfida Crocker, ma durante il combattimento anche Cosmo viene intrappolato nello scettro dell'ex insegnante. Dopo una serie di combattimenti, Crocker capisce che sta combattendo con Timmy e lo ricatta prendendo in ostaggio i suoi genitori. Il protagonista si arrende e, per salvare Cosmo e Wanda, rivela la loro esistenza ed essi vengono così risucchiati nel libro delle regole, che li trasporta nel Fantamondo. Mentre i genitori di Timmy picchiano Crocker, impotente senza le fate, il bambino riesce a impadronirsi di nuovo della tortina, desiderando di avere di nuovo Cosmo e Wanda come fantagenitori e che tutto torni alla normalità. Crocker viene invece internato in un manicomio.

## Il party notturno
Nella sua casa sull'albero, Timmy organizza un party notturno con A.J. e Chester, guardando il film Crash Nebula contro Crimson Mentone. Chester e A.J. sono però in disaccordo di opinioni su quale dei due supereroi sia meglio e, dopo un litigio, se ne vanno, minacciando altresì di interrompere l'amicizia con Timmy se non si farà vedere quella sera. Così quest'ultimo deve trovare il modo di far riappacificare i suoi amici.

## Madre natura
A Dimmsdale, se un meteorologo sbaglia le previsioni, viene inseguito da una folla inferocita ed è costretto a lasciare la città. La mamma di Timmy diventa la nuova meteorologa, dopo che Timmy e suo padre costantemente la ignorano. Temendo che preveda il meteo sbagliato, e quindi venga cacciata da Dimmsdale, Timmy desidera che le previsioni meteo di sua madre si avverino. Purtroppo il bambino è costretto a fermare sua madre dopo che lei ha previsto un disastro naturale.

## Crimson Mentone incontra i supergenitori
Dopo gli eventi di Supermamma e papà, Timmy desidera accidentalmente di far uscire da un fumetto Nega Mentone (il gemello malvagio di Crimson Mentone). Nega si nasconde nella casa sull'albero di Timmy, dove Cosmo e Wanda, ignari della sua identità, esaudiscono i suoi desideri, tra cui far fuoriuscire dal fumetto gli altri supercattivi, i quali iniziano a distruggere il mondo. Per fermarli, Timmy dà nuovamente ai suoi genitori i superpoteri. I due riescono ad avere la meglio sugli sgherri di Nega, ma quest'ultimo li sconfigge. Il protagonista allora fa uscire dal fumetto Crimoson Mentone e le sue varie versioni passate, riuscendo a sconfiggere Nega unendo le forze, ma egli giura vendetta.
- Guest star: Jay Leno

## Motore in panne
Il papà di Timmy sta avendo la sua crisi di mezza età e va con il figlio a comprare dei giocattoli nella speranza di sentirsi più giovane. Spende i suoi soldi su una Striker Z, una macchina che ha sempre desiderato, che gli viene venduta da Vicky (che ammette che non è sua) per 100 dollari. Timmy, sconvolto dal fatto che suo padre passa più tempo con la sua nuova vettura che con lui, desidera essere l'auto. Sfortunatamente Vicky ruba l'auto, perché Doug Dimmadome le ha promesso 10 000 Dimma Dollari per essa.

## Il desiderio più desiderato
Stufo di essere ignorato da tutti, Timmy desidera essere la persona più ricercata del mondo. Di conseguenza tutti i residenti di Dimmsdale, tra cui Trixie, lo cercano. Sfortunatamente, viene ricercato anche dall'FBI, nel senso di criminale. Ancora peggio, adesso ogni singola fata nell'universo vuole essere il padrino di Timmy, costringendo Cosmo e Wanda ad andare contro ogni fata in una gabbia nel Texas per poter rimanere padrini di Timmy.

## Questo è il tuo desiderio
Mamma Cosma costringe Cosmo a partecipare a un reality show televisivo in cui il pubblico decide se quest'ultimo deve rimanere con Wanda e Timmy o andare a casa con sua madre.

## Ciao ciao letto
Infastidito dalla sua incapacità a rimanere sveglio tutta la notte, Timmy desidera che il mondo non abbia più sonno. Dopo 30 giorni, però, tutte le persone sono diventate confuse e irritabili. A peggiorare la situazione, Cosmo e Wanda si rifiutano di esaudire il desiderio di Timmy: fare in modo che tutti possano di nuovo dormire.
- Guest star: Jackie Mason

## L'erba del vicino è sempre più verde
Timmy scappa di casa perché i suoi genitori, avendo lui da mantenere, non si possono permettere le stesse cose che hanno i Dinkleberg. Presto torna a casa e si rende conto che i suoi genitori gli vogliono bene.

## L'origine segreta di Denzel Crocker
Ogni 15 marzo Crocker è molto più cattivo del solito. Timmy usa così lo Scooter Temporale per tornare all'infanzia dell'insegnante e cercare di fare in modo che ciò che lo rende così infelice non succeda. Incomincia dal 15 marzo 1992 (epoca in cui Crocker aveva 30 anni), quando si scontra con la macchina della direttrice. Poi passa al 15 marzo 1982 (epoca in cui Crocker aveva 20 anni), quando dice che i Fantagenitori esistono, ma nessuno lo crede. Infine va al 15 marzo del 1972 (epoca in cui Crocker aveva 10 anni), dove Timmy, nel tentativo di dire all'insegnante di non rivelare a nessuno che ha due Fantagenitori, involontariamente viene sentito da tutti i cittadini. Crocker perde così i Fantagenitori e ritorna a essere il bambino che era prima dell'arrivo dei padrini fatati. Timmy pensa di ritornare indietro, ma i due Jorgen (degli anni 1970 e anni 2000) glielo negano per sempre. Il protagonista scopre così lo sconvolgente segreto di Crocker.

## Timmy e il kung fu
Timmy impara il kung-fu per sconfiggere Francis, dal momento che ha rubato la macchina e addirittura la casa della famiglia Turner.

## Caccia alle streghe
Dopo una clamorosa litigata tra A.J. e Timmy per la forma del carro che deve sfilare quell'anno, stabiliscono che chi troverà informazioni e prove sufficienti circa la fondazione di Dimmsdale farà il carro secondo la sua versione. Timmy, dopo essere tornato indietro nel tempo, dovrà smascherare Alden Bitterroot, un falso cacciatore di streghe, cercando al contempo di conoscere la verità sulle origini di Dimmsdale.

## Il silenzio è d'oro
Dopo non essere riuscito a completare la sua versione tridimensionale della Torre Eiffel e dopo aver gridato più volte, Timmy desidera che tutto diventi completamente silenzioso. Ci sono degli svantaggi a questo desiderio, come ad esempio che la sveglia al mattino non può più suonare. I problemi insorgono quando un meteorite si sta dirigendo verso la Terra e Timmy non riesce a desiderare che tutto torni normale. Per fortuna, grazie ad alcune comunicazioni, riuscirà a far tornare tutto alla normalità.

## Il grande scoop
Durante gli eventi di Un desiderio troppo grande, Chester e A.J. sono entrati a far parte della redazione del giornalino scolastico. Il direttore responsabile, Berkenbake, non vuole che si parli di lui e chiede ai due bambini di trovare una storia interessante, pena l'espulsione dal giornale. Incuriositi dalla improvvisa popolarità del loro amico Timmy, decidono di scrivere un articolo diffamatorio su di lui.

## Fumetti, che passione!
Timmy sta facendo un bagno e desidera ottenere il nuovo fumetto di Crimson Mentone. Viene quindi teletrasportato da Cosmo e Wanda al negozio, ma è completamente nudo e cerca disperatamente di tornare a casa prima che qualcuno lo veda in quelle condizioni. Nel frattempo, Crimson Mentone combatte contro H2 Olga per salvare la città. Purtroppo Timmy ha lasciato il suo fumetto sul lato della vasca e, toccando l'acqua, il potere di H2 Olga aumenta di 10 volte. Crimson riesce comunque a sconfiggerla.

## Gioco di squadra
Timmy ha bisogno di soldi per comprare una nuova console. Così diventa il nuovo giocatore della squadra di basket di Dimmsdale, la Ballhogs, conosciuta anche come la squadra peggiore del campionato. Arrivato allo stadio Dimmadome scopre che, in caso di un'ennesima partita persa, Doug Dimmadome spedirà l'intera squadra in Alaska. Timmy aiuta quindi la squadra a vincere, riuscendo anche ad accumulare abbastanza soldi per comprare il videogame.

## Chi ha rapito Wanda?
Comso e Wanda hanno un esame di magia: se non dovessero fare una buona impressione a Jorgen potrebbero finire al terribile "13º livello". Timmy però ha bisogno di loro perché c'è la serata del cinema a scuola e non si è preparato. Dopo la rassegna (vinta dal protagonista) la luce si spegne e, alla riaccensione, Wanda è misteriosamente scomparsa; Timmy perciò indaga per cercare il rapitore. I sospettati sono Francis, A.J. e Trixie (gli altri partecipanti alla serata), ma tutti e tre risultano innocenti. Successivamente, Timmy accusa Cosmo di aver rapito Wanda per il fatto che, temendo di fare una figuraccia con Jorgen, facesse precipitare Wanda al 13º livello. Timmy però gli spiega che Wanda lo ama e le avrebbe fatto piacere affrontare la prova insieme a Cosmo. Egli quindi fa tornare sul posto Wanda, la quale è tutta coperta di cioccolato (il suo cibo preferito), in quanto Cosmo l'aveva mandata in un posto con il cioccolato. Poco dopo Jorgen arriva sul posto e, vedendo Wanda ricoperta di cioccolato, la spedisce al "14º livello", che ha Mamma Cosma come insegnante.

## L'amico immaginario
Quando Timmy desidera che il suo amico immaginario Gary diventi reale, quest'ultimo diventa immediatamente il favorito dai genitori e dagli amici del protagonista e anche da Trixie. Gary, in realtà, vuole la sua vendetta poiché Timmy lo abbandonò nel suo cervello a vantaggio degli amici reali.

## Voglio la tua voce
Per cercare di conquistare il ruolo di protagonista nel musical della scuola, Timmy desidera possedere la voce di Chip Skylark. Purtroppo, all'insaputa di Timmy, avviene uno scambio di voci tra lui e Chip, facendo perdere la fama al cantante.

## Weekend sulla neve
Con la scusa della zia malata, le madri di Timmy, Elmer, A.J. e Sanjay trascorrono un weekend in montagna. Il padre di Timmy, credendo che in quelle zone si aggiri l'abominevole uomo delle nevi, decide di raggiungere la moglie insieme al figlio e Vicky.